# Svetlana Zacharova (atleet)
Svetlana Vladimirovna Zacharova (Russisch: Светлана Владимировна Захарова) (Tsjeboksary, 15 september 1970) is een Russische langeafstandsloopster, die gespecialiseerd is in de marathon. Ze schreef diverse internationale marathons op haar naam, zoals: de marathon van Honolulu (1997, 2002), Chicago Marathon (2003) en de Boston Marathon (2003). Ze nam tweemaal deel aan de Olympische Spelen, met een negende plaats als beste resultaat.

## Loopbaan
In 2007 werd Zacharova tweede op marathon van Frankfurt en eindigde hiermee achter Melanie Kraus. Een jaar later werd zij op de marathon van Londen eveneens tweede, maar ditmaal achter Irina Mikitenko. Op de Olympische Spelen van 2008 in Peking behaalde ze een 22e plaats in 2:32.16.
Svetlana Zacharova is getrouwd met haar trainer Nikolai Zacharov.

## Persoonlijke records
| Onderdeel      | Prestatie | Datum            | Plaats   |
| -------------- | --------- | ---------------- | -------- |
| 8 km           | 25.36     | 18 november 2000 | Richmond |
| 10 km          | 32.31     | 7 juni 2003      | New York |
| 15 km          | 49.37     | 8 augustus 1998  | Moskou   |
| halve marathon | 1:09.48   | 5 mei 2002       | Brussel  |
| 25 km          | 1:24.45   | 10 oktober 2004  | Chicago  |
| 30 km          | 1:41.50   | 14 april 2002    | Londen   |
| marathon       | 2:21.31   | 13 oktober 2002  | Chicago  |

## Palmares

### halve marathon
- 1998: 13e WK in Uster - 1:11.26
- 2002: 12e WK in Brussel - 1:09.48

### marathon

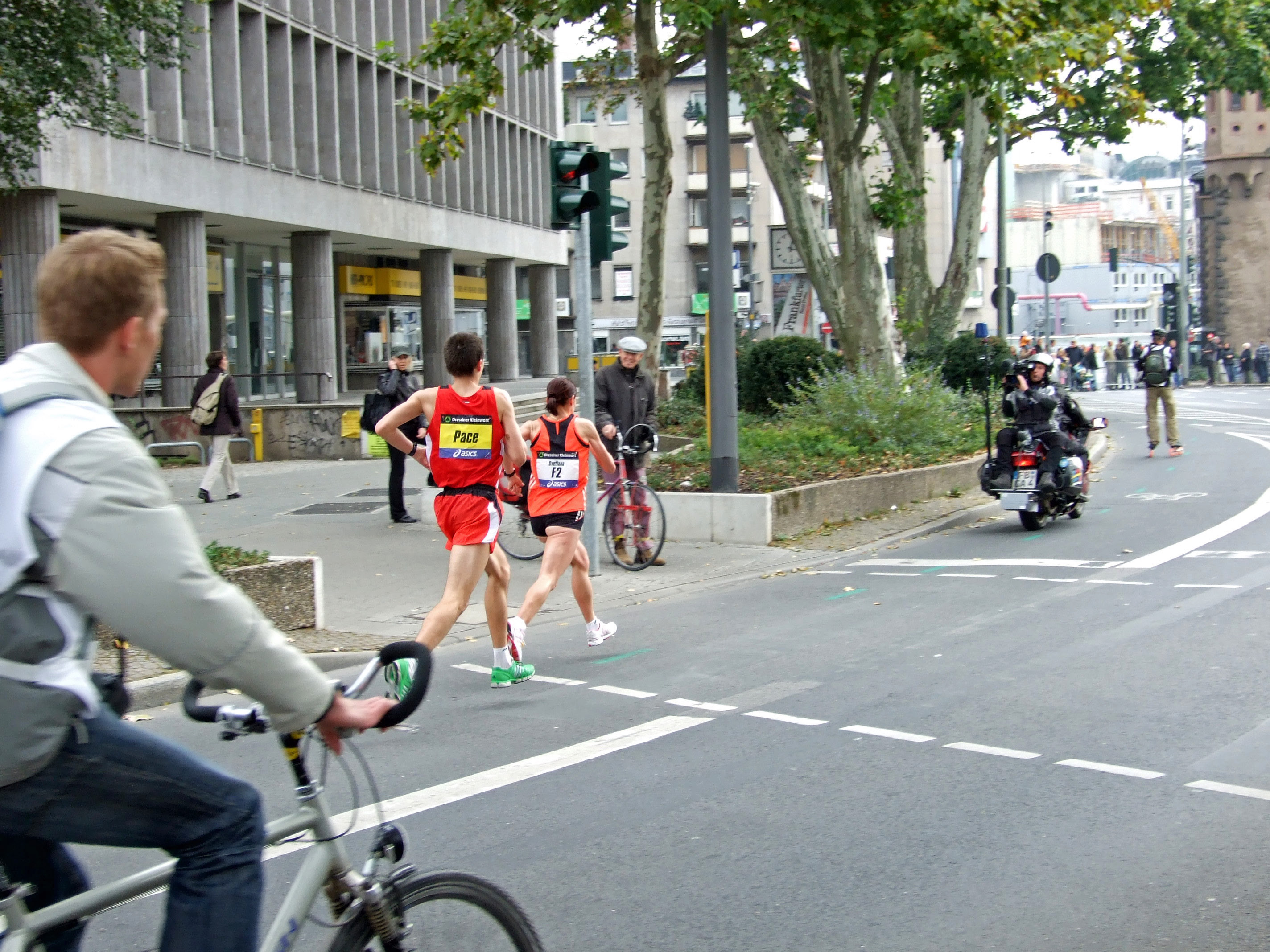
Frankfurt-Marathon 2007

- 1997:  marathon van Honolulu - 2:33.14
- 1998: 5e marathon van Los Angeles
- 1998:  marathon van Honolulu - 2:36.44
- 1999:  marathon van Berlijn - 2:27.08
- 1999:  marathon van Los Angeles
- 1999:  marathon van Honolulu - 2:34.28
- 2000: 10e marathon van Londen - 2:28.11
- 2000:  marathon van San Diego - 2:29.24
- 2000:  marathon van Honolulu - 2:28.51
- 2000: 12e New York City Marathon - 2:32.35
- 2001:  WK - 2:26.18
- 2001:  marathon van Londen - 2:24.04
- 2001:  New York City Marathon - 2:25.13
- 2001:  marathon van Honolulu - 2:30.38
- 2002: 4e Chicago Marathon - 2:21.31
- 2002:  marathon van Honolulu - 2:29.08
- 2002:  marathon van Londen - 2:22.31
- 2003:  Boston Marathon - 2:25.20
- 2003:  Chicago Marathon - 2:23.07
- 2003: 9e WK - 2:26.53
- 2004: 6e marathon van Londen - 2:28.10
- 2004:  Chicago Marathon - 2:25.01
- 2004: 9e OS - 2:32.04
- 2005: 4e Boston Marathon - 2:31.34
- 2005: 4e marathon van Tokio - 2:26.55
- 2007:  marathon van Frankfurt - 2:29.12
- 2008:  marathon van Londen - 2:24.39
- 2008: 22e OS - 2:32.16
- 2008: 6e marathon van Tokio - 2:30.42
- 2009: 4e marathon van Londen - 2:25.06
- 2009: 14e WK - 2:29.55
- 2009:  marathon van Honolulu - 2:28.34
- 2010: 9e marathon van Londen - 2:31.00
- 2010:  marathon van Honolulu - 2:33.01
- 2011: 9e marathon van Osaka - 2:36.56
- 2011: 19e Boston Marathon - 2:35.47
- 2011: 5e marathon van Honolulu - 2:33.17